# Ель-Муджаймер
Ель-Муджаймер (англ. al-Mujaymer, араб. المجيمر) — поселення в Сирії, що складає невеличку друзьку общину в нохії Ес-Сувейда, яка входить до складу однойменної мінтаки Ес-Сувейда в південній сирійській мухафазі Ес-Сувейда.